# Natacha Voliakovsky
Natacha Voliakovsky (Buenos Aires, 1988) es una artista visual argentina que desarrolla parte de su obra en el campo de la performance art y la performance política bio-hardcore, con el uso de otros medios como la fotografía, el video y la instalación. Su propuesta interpela la mirada del espectador en torno a la reflexión de la soberanía y autonomía del cuerpo, la identidad y la autopercepción. Ha intervenido quirúrgicamente su cuerpo en diferentes oportunidades y realizado registros audiovisuales del mismo, pensando la intervención corporal como una obra y como una forma de activismo político de las cuestiones de género. Creó la primera plataforma digital especializada en investigación teórica, archivo y patrimonio Argentina Performance Art - APA.

## Formación
Su aproximación al mundo visual inicia en su infancia de manera intuitiva, dibujando y pintando con elementos que tenía a mano. A escasa edad realizaba en su casa recorridos a su familia y vecinos para mostrar sus dibujos. Descubrió que la imagen no alcanzaba para lo que deseaba transmitir; las vivencias que al momento atravesaban su corporalidad. Desde esa etapa, ya mostraba inclinaciones hacia el cuerpo como eje de trabajo. En su adolescencia comienza a asistir a talleres de arte. Su carrera académica comienza en la Facultad de Arquitectura, Diseño y Urbanismo de la Universidad de Buenos Aires (UBA) donde obtiene el título de Diseñadora Gráfica. También realizó dos años de la Licenciatura en Artes Visuales en la Universidad Nacional de las Artes (UNA).
Participó como becaria en residencias artísticas tales como ABC I (2012), Fondo Nacional de las Artes FNA-Conti (2015) y en la Clínica Bienal para Artistas en Formación: Cazadores (2016).  En 2014 fue seleccionada por el colectivo internacional de artistas Sur Polar y la Dirección Nacional del Antártico, organismo que regula y dirige la actividad en la referida región argentina. Fue así como realizó la residencia de Producción del Programa Arte en la Antártida. Posteriormente en 2017 es invitada a Sao Paulo, Brasil para realizar la residencia Uberbau House de investigación en arte contemporáneo. . En el marco de la Venice International Performance Art Week en Venecia, (Italia, 2018) fue seleccionada para realizar un taller intensivo de performance coordinado por el dúo artístico ìtalo-alemán VestAndPage.   También participó en EmergeNYC (Nueva York, 2019), un programa de incubación artística del Hemispheric Institute cuyo propósito es el de vincular a artistas con compromiso político de América y generar la transformación social a través del arte. En la temporada 2019 - 2020 integró el taller profesional para artistas de Creative Capital, un programa para artistas hispanoparlantes que residen en NY.
Estuvo dentro de la cohorte de 2021 del INVERSE Program Art Symposium, un espacio que fomenta el cultivo de artistas locales e internacionales emergentes en asociación con The Momentary Museum y el Crystal Bridges Museum. (Bentonville, Arkansas. USA). En el contexto de este programa surgió su obra State Control donde cuestiona el poder biopolítico del estado sobre los cuerpos de las mujeres. Escribió en su vientre "Control Estatal" con sangre y alcanzó a esparcirla a lo largo de una bandera blanca con letras rojas que indicaban "Mi cuerpo no es propiedad del estado”.

## Trayectoria artística y profesional
Participó en exposiciones colectivas y realizó intervenciones de su cuerpo en Argentina, Brasil, Colombia, Estados Unidos, Grecia, Guatemala, Finlandia, India, Inglaterra, Italia, Uruguay, República Checa, México, Turquía y Ucrania entre otros. Sus performances no se limitan a espacios dedicados al arte, sino también en demostraciones y concentraciones reivindicativas de las relaciones igualitarias de género y la libertad para las decisiones sobre el propio cuerpo. Una de estas acciones fue en República Checa, donde se acostó en plena Plaza Vieja de Praga, tapada con una bandera de color rojo y el texto estampado en negro con la frase “Žena ve Válce” (“Mujer en guerra“ en checo). De esta manera retoma la tradición bélica en honor a los soldados caídos, pero la recupera para visibilizar a las mujeres muertas jamás glorificadas.
Sus primeras obras, además de las realizadas en el contexto de residencias artísticas son Matriz en 2013, en La sin futuro, Restituir (05;48;37) en 2014, Corpus en 2014, El Bolo Atorado en la Garganta en 2014, Circuito Cerrado en el Museo de Arte Contemporáneo de Bahía Blanca en 2014, entre otras. En ese mismo año recibe el segundo premio de la Galería Proyecto A en Buenos Aires.
Durante un mes en 2015, el Centro Cultural San Martín fue el espacio de la performance Interferencia, evidenciar lo opuesto a un momento fugaz, donde Voliakovsky exhibe su proceso de curación tras varias intervenciones quirúrgicas haciendo registro textual y videográfico de cada fase de la recuperación. A través de estos procedimientos de documentación del propio cuerpo, encarna las lógicas y dispositivos de normalización corporales y estéticos de la sociedad moderna, para así exponerlas y reflexionar sobre ellas en relación con el tiempo.
Dentro del ciclo Literatura Expandida, en uno de sus sites-specific La pieza del escándalo, la artista ingiere los restos condimentados de los tejidos extraídos de su cuero cabelludo en un plato decorado con orquídeas, dos días después de someterse a una intervención quirúrgica de levantamiento de cejas. La performance fue realizada en la Casa Victoria Ocampo en la serie de exhibiciones del Fondo Nacional de las Artes. La artista reflexiona sobre la doble moral cristiana y la antropofagia capitalista.
En 2017 realizó el site-specific Es una pregunta abierta durante la multitudinaria manifestación feminista Ni Una Menos que se realiza de forma anual a lo largo del país rioplatense. La marcha busca visibilizar la problemática del femicidio y pedir políticas de estado comprometidas en contra de la violencia de género. Entre la multitud, realizó su preparación y desplegó una bandera negra que en letras blancas indicaba la frase que titula la referida obra. Posteriormente en 2018 se expuso en C32 Performing Art Work Space, Forte Marghera, (Venecia, Italia) en el marco de Open Session of the Intensive Performance Summer Class of the Venice International Performance Art Week Workshop.
En 2018 realiza una acción conjunta con la trabajadora sexual María Riot en relación con el Sindicato Asociación de Mujeres Meretrices de la Argentina AMMAR en el Teatro Margarita Xirgu, en el cual intercambian sus prendas de vestir para abordar el concepto de ese oficio y la invisibilidad de las identidades de quienes lo ejercen.
En la inauguración de la muestra Para todes tode en el Centro Cultural de la Memoria Haroldo Conti de Buenos Aires, luego de mostrar sus pruebas serológicas, extrajo su sangre y la bebió de una copa para luego invitar a alguno de los presentes a tomarla, con el propósito de cuestionar el concepto de pureza sobre la misma y el prejuicio en torno al líquido vital. La tituló Algo de mi vuelve a mí. (2019) que también se exhibió en Cuerpos Migrantes, IIII Festival Cuirpoetikas de Guatemala.
Para otra de sus obras, Daily Reflection, durante 30 minutos mastica papel de diario que incluye noticias con contenido ofensivo hacia mujeres, personas migrantes y LGBTIQ, para luego de esa ingesta simbólica, dejar la masa de papel en el suelo. Esta acción la realizó en la ciudad de Nueva York en el marco de Itinerant, Performance Art Festival NYC, en The Immigrant Artist Biennial (TIAB), en MAC Mercado de Arte Córdoba, Argentina. En 2020 en The Miami New Media Festival, MNMF XV Edition.
Realizó el site-specific The weight of the invisible (2019) en la ciudad de Nueva York como parte de su trabajo de formación en EmergeNYC, Abrons Art Center y posteriormente en NoOsphereArt en el marco de Greenpoint Open Studios, una fecha particular donde galerías y talleres de jóvenes creativos abren sus puertas.  El contexto político social de la obra, estuvo en concordancia con las manifestaciones en Georgia y Alabama para la legalización del aborto en ambos estados. La artista problematiza, a través de la manipulación de sangre, las complicaciones producidas en los abortos clandestinos en Argentina y en el mundo, a causa de las condiciones poco seguras a las que se someten los cuerpos gestantes que desean interrumpir su embarazo, ya que en el país es un procedimiento no se encontraba legalizado para la fecha. Posteriormente a finales de 2020 se legaliza este derecho de manera gratuita, libre y segura.
La artista reflexiona constantemente sobre los límites del estándar de belleza femenino. En su obra Layers of Erasure (2019) interviene cosméticamente sus piernas en vivo durante 45 minutos, remarcando sus “imperfecciones”, en AC Institute NYC.
Sus últimas exploraciones incluyeron el trabajo de lo identitario desde un lugar más fluido en relación con el propio cuerpo y aborda la ruptura de las concepciones de género tradicionales y naturalizadas. Así surge su obra Transitional Identity en donde a través de maquillaje, bigotes e intervenciones faciales encarna a Nacho, inspirada en el movimiento drag king. La figura de Nacho puede o no tener carácter de obra, ya que para la artista es una investigación viva. Basándose en esta reflexión, crea además un filtro de Instagram donde entra en juego la digitalidad. Reflexiona en torno al no-momento identitario en el que se ubica de forma ambigua cuando se somete a intervenciones quirúrgicas faciales. A través de la realidad virtual emplaza en el usuario la posición de la persona intervenida quirúrgicamente a través de vendajes en el rostro, siendo un sujeto transicional. En 2020 en Nueva York y en Dinamarca, en el marco de la muestra Cyber Bodies, Performance Køkkene.
Da continuidad a su contacto artístico con Nueva York, por lo tanto decidió instalarse definitivamente en la cosmopolita ciudad estadounidense. Estrena Survival Praxis en el marco de Contagion Cabaret (2020) en Dixon Place junto a diversos artistas. Curada por Ashley Brockington, se llevaron a cabo activaciones en línea sobre los vínculos corporales en la virtualidad a raíz de la pandemia. La versión de su obra Survivor Praxis en fotoperformance estuvo en New York Artist Equity Association e integró la muestra colectiva Only If We Wish To: A NYAE Curatorial Residency Exhibition (2020). El eje fue la libertad de existir, con las complejidades que implica ese concepto en función de nuestras individualidades autónomas y cómo nos relacionamos con los otros. Allí cubre su cara con cinta quirúrgica con la forma de un tapabocas para protegerse del covid. Al despegarlo, extrae desde adentro de su boca un pañuelo verde, símbolo identificatorio del movimiento feminista argentino en defensa del derecho al aborto. Finalmente lo convierte de nuevo en una mascarilla. El concepto de la acción es pensar sobre el estado de silencio ante el enemigo que representa la violencia de género en situación de aislamiento. La videoperformance también fue exhibida en el 6° Festival de Cine Experimental de Bogotá, (Colombia) Fringe Festival 2020, Filadelfia (EE. UU.), 2nd International Forum of Performance Art and Drama (Grecia), Goa Moving Image Festival (India).  
Participó en la muestra colectiva Change Makers: Ways of Protest, en colaboración con Swansea Museum, Swansea County Council and Fusion, que reflexionó sobre el arte como forma de protesta social. La exhibición consistió en que diversos artistas contemporáneos interactuasen con el acervo de objetos que fueron utilizados en protestas y movimientos sociales que integran la colección del Swansea Museum (Reino Unido).
Con la obra State of Alert, integró la feria Performance is alive, en Satellite Art Show 2021 Miami, que promovió al live action de los artistas que sufrieron los efectos de la pandemia, curada por Quinn Dukes y Brian Andrew Whiteley. Esta performance aborda al estado de vulnerabilidad de las personas migrantes.
Crea la Plataforma Performance Art, APA, la primera plataforma digital especializada en performance art. Una de sus últimas presentaciones fue Removed (2021), en colaboración con Inti Pujol en el marco de un evento online organizado por Grace Exhibition Space, galería de Brooklyn que invita a la artista y a la plataforma APA a realizar la exhibición. En el transcurso del mismo año, realizó la exhibición Tomar mi cuerpo es tomar mi vida curada por Patricia Rizzo donde presentó una serie de foto-performances con intervenciones en cinta adhesiva, vendajes quirúrgicos y una bandera negra que expresaba “Ignórame si es demasiado violento. No pretendo imponer nada”. La muestra estuvo en la Galería de Arte ESAA, institución fundadora de FARO, Asociación de Galerías de Córdoba (Argentina) (2021).

## Creación de su método de entrenamiento para Performance Art, NV Method[33]
En vista de la ausencia de espacios de formación específicos en performance art como una disciplina en sí misma, junto a la necesidad de Voliakosvky de encontrar respuestas que la ayudaran a prepararse física y psíquicamente al momento de la acción performática, decidió crear su propio método de enseñanza NV Method. Con este sistema formó a varios artistas a lo largo de todo el mundo durante 8 años. 
Su método consiste en el entrenamiento y preparación física del cuerpo del artista para las exigencias de la performance en tanto acción real, ya que esta disciplina no es una representación evocativa como el teatro sino, por el contrario, implica el compromiso del cuerpo presente. 
Otra de sus actividades en el área de formación fue su participación como tutora en el diplomado de Arte Aplicado a la Sociedad de Uberbau House en Sao Paulo, Brasil (2020) destinado a profesionales del área de las artes y las ciencias sociales.

## Plataforma Argentina Performance Art - APA
La artista gestó colaborativamente la primera plataforma digital rioplatense especializada en la teoría de la performance, llamada Argentina Performance Art - APA en 2018. Este proyecto surgió por la necesidad de que esta disciplina artística contemporánea fuera reconocida y desarrollada en Argentina. Su motivación estuvo permeada por varios factores: por un lado el escaso aporte económico que recibe esta rama del arte en el país en relación con su naturaleza aparentemente efímera e inmaterial, por otro el poco conocimiento sobre sus métodos incluso dentro del mismo campo del arte. En última instancia, la artista detectó la ausencia de espacios de formación especializados que aún asocian a la performance como un arte inmerso únicamente dentro de las artes escénicas. Para darle entidad a esta práctica y por las confusiones en el uso de la palabra “performance”, tanto Voliakovsky como la coordinadora general del proyecto Nevena Martinovic, emplearon el término conocido en el lenguaje del arte como “performance art” como política institucional.
Se lanzó al público en 2020, luego de dos años de trabajo. La plataforma tiene el propósito de facilitar el acceso libre y gratuito a conocimientos sobre la performance, a través de archivos históricos, artículos periodísticos, investigaciones y entrevistas a diversos referentes. 
El primer evento de APA se realizó de forma on-line por la pandemia y consistió en un ciclo de conferencias con el apoyo del Centro Cultural Recoleta. Posteriormente se realizó de forma presencial. Luego se llevó a cabo "Suceso", con la invitación de Grace Exhibition Space de New York, el reconocido espacio dedicado exclusivamente al performance art con la curaduría de las integrantes de la plataforma.
La plataforma APA, continuamente se conforma como una base de datos de obras y artistas del performance art. Una de sus tareas es la documentación de performances en las cuales no hubo registro material, pero sí transmisión oral de la experiencia, recuperándose a través del arqueo a fuentes vivas como artistas, historiadores, críticos y periodistas. Su búsqueda implica la de preservar la memoria histórica y simbólica de este particular lenguaje fortaleciendo el trabajo de registro y conservación.  
El proyecto recibió la declaración de interés por parte de la Legislatura del Gobierno de la Ciudad de Buenos Aires a través de la Oficina de Mecenazgo Cultural por su aporte a la comunidad artística contemporánea.